# Stanisław Wróblewski (prawnik)
Stanisław Wróblewski (ur. 5 maja 1868 w Tenczynku, zm. 17 grudnia 1938 w Warszawie) – polski działacz państwowy, prawnik, specjalista prawa rzymskiego, prezes Polskiej Akademii Umiejętności, w latach 1935–1938 senator II RP IV kadencji.

## Życiorys
Był synem Wincentego (1831–1892), oficera powstańczej partii powstania styczniowego, i Walerii z Bossowskich; miał dwóch braci: Władysława (1875–1951), pełniącego w 1918 przez niespełna pół miesiąca funkcję szefa rządu tymczasowego, Wincentego (1871–1942), doktora medycyny, autora licznych prac z dziedziny bakteriologii oraz siostrę Marię.
W 1885 ukończył chlubnie VIII klasę i zdał egzamin dojrzałości w C.K. III Gimnazjum w Krakowie (w jego klasie byli m.in. Adam Bal, Stanisław Szeptycki, Karol Łepkowski). W latach 1885–1890 studiował prawo na Uniwersytecie Jagiellońskim (UJ), na przełomie lat 1890 i 1891 uzupełniał wykształcenie na Uniwersytecie w Berlinie, po czym obronił na UJ doktorat prawa (1891). W latach 1892–1901 kolejno odbył aplikację i pełnił funkcję sędziego, jednocześnie kontynuując karierę naukową – habilitował się w 1895, a w 1901 uzyskał nominację na profesora nadzwyczajnego UJ. Od 1906 profesor zwyczajny i kierownik katedry prawa rzymskiego, dwukrotnie pełnił funkcję dziekana Wydziału Prawa UJ. Wykładał prawo rzymskie, prawo handlowe, prawo wekslowe i ubezpieczeniowe. Był autorem wielu publikacji z dziedziny prawa, m.in. Zur Lehre von der Collision der Privatrechte, Allgemeines Buergerliches Gesetzbuch (3-tomowy komentarz do austriackiego kodeksu cywilnego, wspólnie z W.L. Jaworskim), Zarys wykładu prawa rzymskiego (2 tomy). Opracował także komentarz do polskiej ustawy spółdzielczej z 1920 oraz komentarz do prawa wekslowego i czekowego z 1924 i 1936.
W październiku 1926 został powołany na stanowisko prezesa Najwyższej Izby Kontroli (po śmierci dotychczasowego prezesa Jana Żarnowskiego). Kierował izbą przez 4 lata, do 15 października 1930, został zastąpiony przez generała Jakuba Krzemieńskiego. Od 1935 zasiadał w Senacie RP z nominacji prezydenta Mościckiego. Zmarł krótko po zakończeniu kadencji senatorskiej (wrzesień 1938).
Był wieloletnim członkiem PAU (w 1910 członek korespondent Akademii Umiejętności w Krakowie, 1918 członek czynny AU), od 1920 kierował Komisją Prawniczą Akademii, był delegatem PAU na ośrodek naukowy warszawski (1927–1929), sekretarzem generalnym (1921–1927), wiceprezesem (1927–1929), wreszcie od 1934 prezesem PAU. Od 1932 należał także do Towarzystwa Naukowego Warszawskiego.
Zmarł 17 grudnia 1938 w Warszawie, gdzie przebywał w związku z posiedzeniem Komisji Kodyfikacyjnej. Został pochowany na cmentarzu Rakowickim w Krakowie (kwatera PAS 58-płn-zach-narożnik).

## Ordery i odznaczenia
- Wielka Wstęga Orderu Odrodzenia Polski (8 listopada 1930)[5]
- Krzyż Komandorski Orderu Odrodzenia Polski (7 listopada 1925)[6]
- Złoty Krzyż Zasługi (11 listopada 1936)[7]